# Щербовский, Мацек
Мацек Щербовский (англ. Maciek Szczerbowski) — канадский мультипликатор польского происхождения, лауреат национальных и международных кинофестивалей.

## Биография
Родился и вырос в Польше, в детстве увлекался изготовлением кукол. В своих интервью говорит о большом влиянии на его творчество мультфильмов братьев Квай и фильмов Гая Мэддина, с которым он знаком лично. Изучал в колледже религию и искусство Ближнего Востока. Испытал большое влияние теорий Джозефа Кэмпбелла.
В Канаде известен как скульптор, художник, автор комиксов и продюсер. Широко известен как автор (совместно с Крисом Лависом) серийного комикса «The Untold Tales of Yuri Gagarin» для Vice Magazine.
В 1997 году со своим другом по колледжу Крисом Лависом основал студию Clyde Henry Productions, специализирующуюся в области мультимедиа, кукольной анимации и визуальных эффектов.
Первый мультфильм Clyde Henry Productions — «Мадам Тутли-Путли», произведенный по заказу Национального Кинокомитета Канады (2007). Девушка с огромным багажом садится на поезд и отправляется в путешествие, сопровождаемая странными соседями по купе. Постепенно путешествие становится опасным и сюрреалистичным. Расхожие детективные штампы режиссёры заимствовали из фильмов Альфреда Хичкока. Авторы наложили на кукол видео реальных человеческих глаз. Режиссёры картины длительное время путешествовали на поездах по Канаде, собирая дорожные истории, беседуя с обслуживающим персоналом и путешественниками, над самой картиной трудились более пяти лет. В 2007 году фильм получил два приза на Каннском кинофестивале: The Canal+ award за лучший короткометражный фильм и Petit Rail d’ Or. В 2008 году картина была номинирована на премию «Оскар» в категории «Лучший анимационный короткометражный фильм», а в 2007 году на главный приз Международного фестиваля анимационных фильмов в Анси. Национальным кинокомитетом Канады картина была признана лучшим короткометражным фильмом года, получила главный приз Международного кинофестиваля в Торонто и более десятка призов и номинаций на других кинофестивалях.
В 2010 году тандем режиссёров выпустил два короткометражных фильма. «Абракадабра! или В жизни должно быть что-то большее» — фильм, сочетающий игру актёров и кукольную мультипликацию по мотивам книги Мориса Сендака, где роли озвучивали Мерил Стрип, Форест Уитакер и Спайк Джонз. Главная героиня фильма — болонка Дженни, покинувшая своих хозяев ради путешествия в свет. Дженни должна получить жизненный опыт и реализовать свою мечту стать ведущей загадочного Театра Матушки Гусыни. Мультфильм был номинирован в 2011 году на Jutra Awards в категории «Лучшая анимация». «L’Année de L’Os» — визуальная фантазия, музыку к которой написала группа «Godspeed You! Black Emperor».
В 2013 году тандем режиссёров снял фантастический короткометражный фильм «Кошмар». Фильм соединяет анимацию, игру актеров и стереоскопическое трехмерное изображение. На Chicago International Film Festival он был номинирован на «Золотого Хьюго» в категории «Лучший короткометражный фильм».
В 2015 году Крис Лавис и Мацек Щербовский сняли свой первый полнометражный игровой фильм «Белый цирк» — историю про пилота, который попадает в аварию во время своего первого взлета. Он с удивлением обнаруживает, что попал в незнакомое ему место, а вокруг него находятся циркачи. Эта действительность становится ему более близкой, чем та, от которой он улетел. Он влюбляется в певицу местного кабаре, заводит приятельские отношения с говорящим белым медведем и возглавляет борьбу против местного тирана. Главные роли в фильме исполнили Хлоя Морец и Эйса Баттерфилд.
Работал на фильме Гая Мэддина «The Forbidden Room» в качестве художника.

## Фильмография
| Год  | Фильм | Режиссёр | Сценарист | Награды                                                               |
| ---- | --- | -------- | --------- | --------------------------------------------------------------------- |
| 2007 | Мадам Тутли-Путли (англ. Madame Tutli-Putli, Канада, 17 минут)                                                                      | Да       | Да        | Номинация на Оскар. Другие 12 призов 5 номинаций.                     |
| 2010 | Абракадабра! или В жизни должно быть что-то большее (англ. Higglety Pigglety Pop! or There Must Be More to Life, Канада, 23 минуты) | Да       | Да        | Номининация в 2011 году на Jutra Awards в категории Лучшая анимация   |
| 2010 | L’Année de L’Os (Канада, 6 минут)                                                                                                   | Да       | Да        |                                                                       |
| 2013 | Кошмар (англ. Cochemare, Канада, 13 минут)                                                                                          | Да       | Да        | Chicago International Film Festival 2013 — номинация на Золотой Хьюго |
| 2015 | Белый цирк (англ. The White Circus, Канада, 117 минут)                                                                              | Да       | Да        |                                                                       |